# Komei
Kejsar Komei (孝明天皇), född Osahito (統仁), född 22 juli 1831, död 30 januari 1867, var Japans 121:e kejsare.

## Biografi
Komei ärvde tronen efter sin far kejsar Ninko (仁孝天皇) och blev kejsare den 10 mars 1846 och härskade till sin död, då han efterträddes av sin ende levande son Mutsuhito, senare kejsar Meiji.
Före sitt tillträde som kejsare bar han titeln Hiro no miya ("prins Hiro").
Kejsar Komei var Ninkos fjärde son. Han gifte sig med Kujo Asako (九条夙子), efter sin död känd som Eisho Koteigo (英照皇太后).
Han fick fyra döttrar och två söner. Den ende som uppnådde vuxen ålder var den äldste sonen, den blivande kejsaren Meiji. Meijis biologiska mor var hovdamen Nakayama Noshiko (慶子中山).
Komeis yngre syster, den kejserliga prinsessan Kazu-no-miya Chikako (和宮親子内親王) skulle egentligen gifta sig med shogun Tokugawa Iemochi som en del av planen att förena hovet med shogunatet. Giftermålet blev dock aldrig av då Tokugawa dog vid 35 års ålder. Det fanns misstankar om att han mördats av antibakufurörelsen.